# Абранка
А́бранка — село в Україні, у Мукачівському районі Закарпатській області. Входить до складу Нижньоворітської сільської громади. Розташоване за 20 км від колишнього районного центру і залізничної станції Воловець.

## Географія
Селом протікає річка Абранка.

### Клімат
| Клімат Абранки            | Клімат Абранки | Клімат Абранки | Клімат Абранки | Клімат Абранки | Клімат Абранки | Клімат Абранки | Клімат Абранки | Клімат Абранки | Клімат Абранки | Клімат Абранки | Клімат Абранки | Клімат Абранки | Клімат Абранки |
| Показник                  | Січ.           | Лют.           | Бер.           | Квіт.          | Трав.          | Черв.          | Лип.           | Серп.          | Вер.           | Жовт.          | Лист.          | Груд.          | Рік            |
| Середній максимум, °C     | −1,5           | 0,1            | 5,4            | 12,1           | 17,4           | 20,3           | 22,1           | 21,6           | 17,8           | 12,6           | 5,5            | 0,5            | 11             |
| Середня температура, °C   | −4,6           | −3,1           | 1,4            | 7,2            | 12,2           | 15,2           | 16,9           | 16,3           | 12,8           | 7,9            | 2,4            | −2,1           | 6              |
| Середній мінімум, °C      | −7,7           | −6,2           | −2,5           | 2,4            | 7,0            | 10,1           | 11,7           | 11,1           | 7,8            | 3,3            | −0,6           | −4,7           | 2              |
| Норма опадів, мм          | 49             | 44             | 46             | 56             | 85             | 106            | 97             | 85             | 59             | 50             | 53             | 61             | 791            |
| ------------------------- | -------------- | -------------- | -------------- | -------------- | -------------- | -------------- | -------------- | -------------- | -------------- | -------------- | -------------- | -------------- | -------------- |
| Джерело: climate-data.org |                |                |                |                |                |                |                |                |                |                |                |                |                |

## Історія
В околиці села є група курганів. Окрім того, під час будівництва дороги з села до Підполоззя у 1860 році знайдено бронзовий скарб.
Село засноване у 1611 році. Вважається, що село назване за однойменною річкою. Назва Абранка походить від особового імені Абрагам (Авраам).
Абранка у 1610 році згадується як Nagj Abranka, у: 1645-Nagy Abramka, 1728 Abrahanka, 1773 Nagy Abranka, 1877-Ábránka (Nagy-), Ábránka (Kis-), 1924 Abranka.
Уже в 1649 році в селі проживала 31 особа. 1692 роком датована перша згадка про церкву в Абранці. У 1733 році була церква Пресвятої Богородиці, у ній було три дзвони. Ікони для неї малювали на початку 1700-х років, цю інформацію зафіксував російський дослідник Всеволод Саханєв у 1932 році (за написом на старій іконі Спаса Вседержителя).
У травні 1932 року селяни Абранки брали участь в голодному поході до села Нижніх Воріт. Організаторами походу виступали лісоруби Й. Королевич, М. Папіш та інші.
У часи СРСР в селі була розміщена бригада колгоспу ім. 50-річчя Жовтня, за нею закріплено 215 га землі. Господарство вирощувало картоплю, виробляло продукти тваринництва.
В Абранці функціонує восьмирічна школа, клуб (будинок № 101), бібліотека, ФАП.

## Присілки
Мала Абранка
Мала Абранка - колишнє село в Україні, в Закарпатській області.
Обєднане з селом Абранка
Згадки: 1645: Kis Abramka, 1773: Kis Abranka, Kasnicze, 1808: Ábránka (Kis-), Kusnicza Malá, Kusznicza Malá, 1851: Ábránka (Nagy, Kis), 1877: Ábránka (Kis-), 1881: Kisábrámka, Kusnica

Кушниця
Кушниця - колишнє село в Україні, в Закарпатській області.
Обєднане з селом Абранка рішенням облвиконкому Закарпатської області №264 від 13.05.1960
Перша згадка у 1645: Kis Abramka (MAKKAI 345), 1773: Kis Abranka, Kasnicze (LexLoc. 54), 1808: Ábránka (Kis-), Kusnicza Malá, Kusznicza Malá (LIPSZKY: Rep. 2), 1851: Ábránka (Nagy, Kis) (FÉNYES 1: 6), 1877: Ábránka (Kis-) (Hnt), 1881: Kisábrámka, Kusnica (LEHOCZKY 3: 6).
У квітні 1645 р. Дьєрдь Ракоці надав грамоту Павлу Кусінському і його синам Яношу та Ігнаца, щоб вони заснували село у визначеному районі біля потоку Абранка

## Населення
Згідно з переписом УРСР 1989 року чисельність наявного населення села становила 625 осіб, з яких 309 чоловіків та 316 жінок.
За переписом населення України 2001 року в селі мешкали 584 особи.

### Мова
Розподіл населення за рідною мовою за даними перепису 2001 року:
| Мова       | Відсоток |
| ---------- | -------- |
| українська | 99,32 %  |
| російська  | 0,34 %   |
| угорська   | 0,17 %   |

## Храм
Дерев'яний бароковий храм Введення Пресвятої Богородиці споруджений 1804 року. Числиться у селі за № 83.
Відомо, що на цю церкву складалися і мешканці сусідніх сіл. 7 липня 1804 року датований запис про те, що Іван головка з Буківця пожертвував 20 ринських флоринів.
Основною цінністю церкви є дахівка з гонту, бляхою вкрита вежа храму й главк над вівтарем. Бабинець і нава церкви — рівноширокі, а п'ятистінний вівтарний зруб — вужчий. Опасання спирається на кронштейни, а на головному фасаді утворює відкритий ґанок на чотирьох стовпчиках з розкосами.
Всередині у храмі є іконостас кінця ХІХ сторіччя, велика ікону «Розп'яття», старий процесійний хрест, а також вишивки місцевих майстринь Ганни й Олени Голян, Марії Голінки.
На старій іконі Спаса Вседержителя зберігся текст:
“Сия образи два Спасителя и пресвятой діви поновив рабъ божи Левъко со женою своею | Федею и синомъ Иваномъ и жоною своею Анною и за померъшогося младенъца Луки | за отпущение гріховъ и усіхъ родичівъ р.б. АΨИ (Є ?) (1708 (1705 ?))”.
Поруч із церквою є дерев'яна двоярусна дзвіниця, нижній рівень — зрубний, верхній — каркасний. З трьох дзвонів найдавнішим є найменший, що був відлитий 1807 року Францом Лехерером та Паулем Шміцом у Пряшеві.
При храмі діє недільна школа.

## Бітумна надзвичайна ситуація
9 листопада 2011 року на Абранському перевалі поруч із селом перекинувся вантажний автомобіль МАЗ із цистерною, у якій був бітум. Внаслідок аварії вилилось 19 тонн емульсії. Щоб не допустити забруднення навколишнього середовища встановлено перехоплювальну споруду. Працівники екоінспекції брали проби поверхневих вод із рік Латориця й Абранка, а також ґрунтів. Випадок кваліфіковано як надзвичайна ситуація техногенного характеру об'єктивного рівня.

## Туристичні місця
- в околиці села є група курганів
- під час будівництва дороги у 1860 році знайдено бронзовий скарб
- дерев'яний храм Введення Пресвятої Богородиці споруджений 1804 року
- на старій іконі Спаса Вседержителя зберігся текст: “Сия образи два Спасителя и пресвятой діви поновив рабъ божи Левъко со женою своею | Федею и синомъ Иваномъ и жоною своею Анною и за померъшогося младенъца Луки | за отпущение гріховъ и усіхъ родичівъ р.б. АΨИ (Є ?) (1708 (1705 ?))”.
- мальовничий гірський потік Абранка
- стародавній присілок Кушниця